# Jiyuu e no Shoutai
"Jiyuu e no Shoutai" (自由への招待, Jiyū e no Shōtai, "Convite para a Liberdade") é o vigésimo quinto single da banda japonesa L'Arc~en~Ciel, lançado em 2 de junho de 2004 e incluído no álbum Smile. A b-side "Milky Way" é a primeira música tocada por seu alter ego, P'unk~en~Ciel. O single estreou na primeira posição na Oricon Singles Chart, e foi certificada como Platina pela RIAJ por ter vendido mais de 250 mil cópias.

## Faixas
Todas as letras escritas por Hyde, todas as músicas compostas por Tetsu.
| N.º            | Título                                | Duração |  |
| 1.             | "Jiyū e no Shōtai" (自由への招待)     | 3:58    |  |
| 2.             | "Jiyū e no Shōtai" (Hydeless Version) | 3:58    |  |
| 3.             | "Milky Way"                           | 4:12    |  |
| 4.             | "Milky Way (Tetsu P'unkless Version)" | 4:12    |  |
| Duração total: | Duração total:                        | 16:22   |  |

## Desempenho
| Parada (2004) | Melhor posição |
| ------------- | -------------- |
| Oricon        | #1             |

## Ficha técnica
- Hyde – vocais
- Ken – guitarra
- Tetsu – baixo
- Yukihiro – bateria